# Транспорт Данії
Транспорт Данії представлений автомобільним , залізничним , повітряним , водним (морським, річковим і озерним)  і трубопровідним , у населених пунктах  та у міжміському сполученні діє громадський транспорт пасажирських перевезень. Площа країни дорівнює 43 094 км² (134-те місце у світі). Форма території країни — складна; максимальна дистанція з півночі на південь — 360 км, зі сходу на захід — 400 км. Географічне положення Данії дозволяє країні контролювати морські транспортні шляхи між акваторіями Північного і Балтійського морів через Данські протоки; автомобільне сполучення Швеції з материком через пороми і Ересуннський міст. Транспортні системи Гренландії, Фарерських Островів розглядаються в окремих статтях.

## Автомобільний
Загальна довжина автошляхів із твердим покриттям в Данії, станом на 2016 рік, дорівнює 74 497 км (1 188 км швидкісних автомагістралей) (63-тє місце у світі).

Головні автомагістралі країни

## Залізничний
Загальна довжина залізничних колій країни, станом на 2014 рік, становила 2 414 км (66-те місце у світі), з яких 2 633 км стандартної 1435-мм колії (642 км електрифіковано).

## Повітряний
У країні, станом на 2013 рік, діє 80 аеропортів (68-ме місце у світі), з них 28 із твердим покриттям злітно-посадкових смуг і 52 із ґрунтовим. Аеропорти країни за довжиною злітно-посадкових смуг розподіляються наступним чином (у дужках окремо кількість без твердого покриття):
- довші за 10 тис. футів (>3047 м) — 2 (0);
- від 10 тис. до 8 тис. футів (3047-2438 м) — 7 (0);
- від 8 тис. до 5 тис. футів (2437—1524 м) — 5 (0);
- від 5 тис. до 3 тис. футів (1523—914 м) — 12 (5);
- коротші за 3 тис. футів (<914 м) — 2 (47)[1].

У країні, станом на 2015 рік, зареєстровано 10 авіапідприємств, які оперують 76 повітряними суднами. За 2015 рік загальний пасажирообіг на внутрішніх і міжнародних рейсах становив 582,0 тис. осіб. 2015 року повітряним транспортом перевезення вантажів, окрім багажу пасажирів, не здійснювалось.
Данія є членом Міжнародної організації цивільної авіації (ICAO). Згідно зі статтею 20 Чиказької конвенції про міжнародну цивільну авіацію 1944 року, Міжнародна організація цивільної авіації для повітряних суден країни, станом на 2016 рік, закріпила реєстраційний префікс — OY, заснований на радіопозивних, виділених Міжнародним союзом електрозв'язку (ITU). Аеропорти Данії мають літерний код ІКАО, що починається з — EK.

## Водний

### Морський
Головні морські порти країни: Орхус, Копенгаген, Фредерікія, Калундборг на балтійському узбережжі; Есб'єрг — на північноморському. Балкерне завантаження кам'яного вугіля в порту Енстед. Великий круїзний термінал в порту Копенгагена.
Морський торговий флот країни, станом на 2010 рік, складався з 367 морських суден з тоннажем більшим за 1 тис. реєстрових тонн (GRT) кожне (27-ме місце у світі), з яких: балкерів — 4, суховантажів — 48, інших вантажних суден — 1, танкерів для хімічної продукції — 125, контейнеровозів — 94, газовозів — 4, пасажирських суден — 1, вантажно-пасажирських суден — 40, нафтових танкерів — 36, рефрижераторів — 3, ролкерів — 8, спеціалізованих танкерів — 3.
Станом на 2010 рік, кількість морських торгових суден, що ходять під прапором країни, але є власністю інших держав — 27 (Німеччини — 9, Гренландії — 1, Норвегії — 2, Швеції — 15); зареєстровані під прапорами інших країн — 582 (Антигуа і Барбуди — 20, Багамських Островів — 69, Бельгії — 4, Бразилії — 3, Кюрасао — 1, Кіпру — 6, Єгипту — 1, Франції — 11, Гібралтару — 7, Гонконгу — 42, Острову Мен — 30, Італії — 4, Ямайки — 1, Ліберії — 8, Литви — 8, Люксембургу — 1, Малайзії — 1, Мальти — 34, Маршаллових Островів — 7, Молдови — 1, Нідерландів — 27, Норвегії — 7, Панами — 41, Філіппінам — 2, Португалії — 4, Сент-Вінсенту і Гренадин — 9, Сінгапуру — 149, Швеції — 4, Великої Британії — 43, Уругваю — 1, Сполучених Штатів Америки — 31, Венесуели — 1, невстановленої приналежності — 4).

### Річковий
Загальна довжина судноплавних ділянок річок і водних шляхів, доступних для суден з дедвейтом понад 500 тонн, 2010 року становила 400 км (87-ме місце у світі).
Головні річкові порти країни: Ольборг на річці Лангерак.

## Трубопровідний
Загальна довжина газогонів у Данії, станом на 2013 рік, становила 4 397 км; нафтогонів — 647 км; інших трубопроводів — 2 км.

## Державне управління
Держава здійснює управління транспортною інфраструктурою країни через міністерство транспорту, будівництва та житла. Станом на 30 листопада 2016 року міністерство в уряді Ларса Люкке Расмуссена очолював Оле Бірк Олесен.

### Українською
- Атлас. 10-11 клас. Економічна і соціальна географія світу / упорядники :  О. Я. Скуратович, Н. І. Чанцева. — К. : ДНВП «Картографія», 2010. — ISBN 978-966-475-639-3.
- Атлас світу / голов. ред. І. С. Руденко ; зав. ред. В. В. Радченко ; відп. ред. О. В. Вакуленко. — К. : ДНВП «Картографія», 2005. — 336 с. — ISBN 9666315467.
- Безуглий В. В. Економічна і соціальна географія зарубіжних країн : Навчальний посібник. — К. : ВЦ «Академія», 2007. — 704 с. — ISBN 978-966-580-239-6.
- Безуглий В. В., Козинець С. В. Регіональна економічна і соціальна географія світу : Навчальний посібник. — видання 2-ге, доп., перероб. — К. : ВЦ «Академія», 2007. — 688 с. — ISBN 966-580-144-9.
- Дахно І. І. Країни світу: Енциклопедичний довідник / І. І. Дахно, С. М. Тимофієв. — К. : Мапа, 2011. — 606 с. — (Бібліотека нового українця) — ISBN 978-966-8804-23-6.
- Дахно І. І. Економічна географія зарубіжних країн : навчальний посібник. — К. : Центр учбової літератури, 2014. — 319 с. — ISBN 978-611-01-0682-5.
- Дорошенко В. І. Географія транспорту : Навчальний посібник / В. І. Дорошенко, К. Д. Діденко. — К. : Київський нац. ун-т ім. Т. Шевченка, 2010. — 183 с. — ISBN 978-966-439-329-1.
- Дубович І. А. Країнознавчий словник-довідник. — 5-те вид., перероб. і доп. — К. : Знання, 2008. — 839 с. — ISBN 978-966-346-330-8.
- Економічна і соціальна географія країн світу : Навчальний посібник / За ред. С. П. Кузика. — Л. : Світ, 2002. — 672 с. — ISBN 966-603-178-7.
- Зарубіжна транспортна географія : навчальний посібник / уклад. : Петрашевський О. Л. и др. — К. : Національний транспортний університет, 2015. — 95 с. — ISBN 978-966-632-227-5.
- Юрківський В. М. Регіональна економічна і соціальна географія. Зарубіжні країни : Підручник. — К. : Либідь, 2001. — 416 с. — ISBN 966-06-0092-5.

### Англійською
- (англ.) Modern Transport Geography / Hoyle, B. and R. Knowles (eds). — Second Edition,. — London : Wiley, 1998.
- (англ.) Rodrigue, J-P. The Geography of Transport Systems. — Fourth Edition. — N. Y. : Routledge, 2017. — 440 с. — ISBN 978-1138669574.
- (англ.) Taaffe E. J., Gauthier H. L. and O'Kelly M. E. Geography of transportation. — Second Edition. — N. Y. : Prentice Hall, 1996. — ISBN 0-13-368572-1.
- (англ.) Black, W. Transportation: A Geographical Analysis. — N. Y. : Guilford, 2003.

### Російською
- (рос.) Максаковский В. П. Географическая картина мира. Книга I: Общая характеристика мира. — М. : Дрофа, 2008. — 495 с. — ISBN 978-5-358-05275-8.
- (рос.) Максаковский В. П. Географическая картина мира. Книга II: Региональная характеристика мира. — М. : Дрофа, 2009. — 480 с. — ISBN 978-5-358-06280-1.
- (рос.) Физико-географический атлас мира. — М. : Академия наук СССР и главное управление геодезии и картографии ГГК СССР, 1964. — 298 с.
- (рос.) Шаповал Н. С. Транспортная география и транспортные системы мира : учебное пособие. — К. : Центр учбової літератури, 2006. — 188 с. — ISBN 000-0000-00-4.
- (рос.) Экономическая, социальная и политическая география мира. Регионы и страны / под ред. С. Б. Лаврова, Н. В. Каледина. — М. : Гардарики, 2002. — 928 с. — ISBN 5-8297-0039-5.
- (рос.) Энциклопедия стран мира / глав. ред. Н. А. Симония. — М. : НПО «Экономика» РАН, отделение общественных наук, 2004. — 1319 с. — ISBN 5-282-02318-0.